# T-17
Xe tăng T-17 là xe tăng siêu nhẹ được thiết kế và phát triển bởi Liên Xô trong thời kỳ giữa hai cuộc chiến tranh thế giới.

## Quá trình phát triển
Năm 1926, ủy ban thiết kế (sau này là OKMO ) КБ Orudiyno-Arsenalny Trest (OAT) bắt đầu nghiên cứu xe tăng trinh sát hạng nhẹ một người "Liliput" . Nhóm nghiên cứu phải đối mặt với một số vấn đề như việc nghiên cứu ra khung gầm xe tăng và động cơ mới. Dự án liên tục bị đình trệ. Vào ngày 3 tháng 3 năm 1928, dưới sự lãnh đạo của trưởng phòng thí nghiệm động cơ AP Kushka và LY Lalmena, kỹ sư S. Ginzburg và E. Grote tiến hành sản xuất một phiên bản xe tăng mới.
Vào tháng 12 năm 1930, một lực lượng cơ giới và thiết giáp được thành lập để có khả năng hành quân cơ động và hỗ trợ bộ binh. Năm 1929, học thuyết Quy tắc chiến trường (Polevoi Ustay) tuyên bố rằng chiến tranh trong tương lai sẽ dựa vào yếu tố chiến thuật và phát triển lý thuyết về các cuộc hành quân liên tục qua việc áp dụng các ý tưởng cơ động và cơ giới vào các cuộc hành quân tấn công trong tương lai. Ustay nhấn mạnh mục tiêu của tác chiến chiều sâu là hủy diệt hoặc vô hiệu hóa hệ thống phòng thủ tại phòng tuyến sâu của đối phương.
Vào tháng 5 năm 1930, Liên Xô thành lập lữ đoàn hỗ trợ cơ giới đầu tiên bao gồm 60 xe tăng và 32 xe tăng siêu nhẹ  (xe tăng siêu nhẹ là xe tăng loại nhỏ được trang bị súng máy hạng nặng).

### Khung gầm và hệ thống truyền động
Các nhà phát triển xe tăng T-17 đã sử dụng khung gầm và hệ thống truyền động của T-16 cho mẫu cơ sở. Thân xe được dựa trên phiên bản "Liliput". Bộ phận phát động được sử dụng là động cơ hai xi-lanh làm mát bằng không khí với công suất 16 mã lực. Bánh xích được làm từ cao su và thép.

### Cấu trúc tháp pháo và vũ khí trang bị
Tháp pháo, nằm trên cùng khung gầm của T-17 (thường được gọi giống như người tiền nhiệm của nó, "Liliput"), được tán vào khung xe. Lái xe, ngồi trong thân xe, cũng vận hành một khẩu súng máy được gắn ở bên phải của trục dọc.

### Quá trình thử nghiệm
Do sự chậm trễ ban đầu kéo dài, cuối cùng một nguyên mẫu T-17 đã sẵn sàng vào cuối năm 1929. Bất chấp các vấn đề nảy sinh, xe tăng T-17 đã được thử nghiệm vào tháng 1 năm 1930. Vào tháng 6 năm đó, một cuộc thử nghiệm khác được tiến hành và cho thấy khả năng cơ động của T-17 tốt hơn xe tăng T-18.

### Quá trình sửa đổi
Một trong những hạn chế lớn nhất của xe tăng thời bấy giờ là lỗi bánh xích. Do đó, một trong ba chiếc xe tăng siêu nhẹ này được đặt hàng vào mùa hè năm 1930, đã được thử nghiệm trong một cấu hình bánh xích khác. Phiên bản thứ hai này của T-17 có bánh cao su kiểu Kégresse . Tuy nhiên, thiết kế này bị coi là phi thực tế, và người ta quyết định nghiên cứu hoàn chỉnh cấu hình bánh xích bằng kim loại , tiếp tục với các phiên bản được sản xuất sau này của T-18.